# Plasmolisi

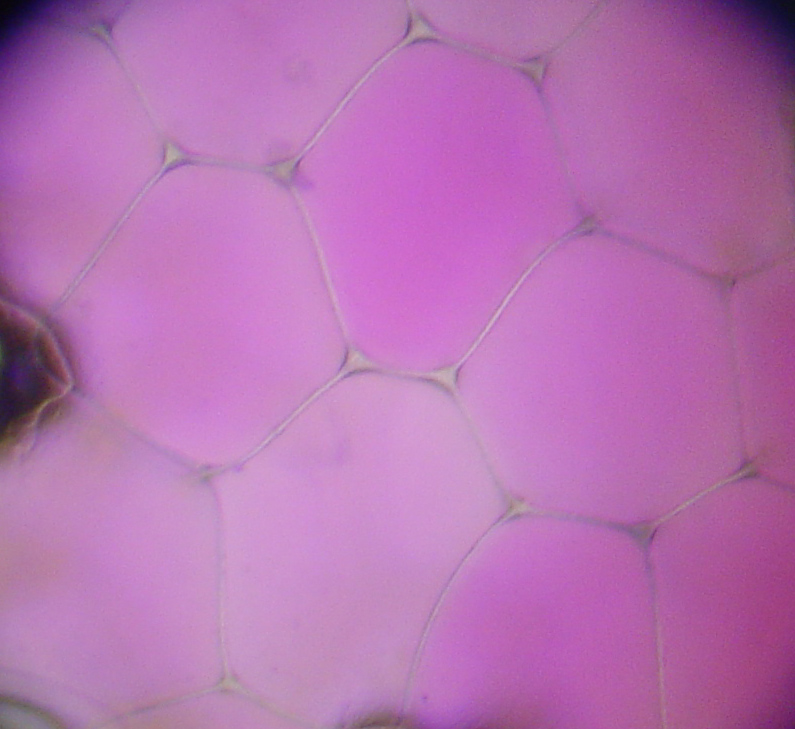
Cellule immerse in soluzione ipotonica

La plasmolisi è un fenomeno osmotico che produce su cellule vegetali immerse in soluzione ipertonica la riduzione del volume e il conseguente distacco della membrana plasmatica dalla parete cellulare.

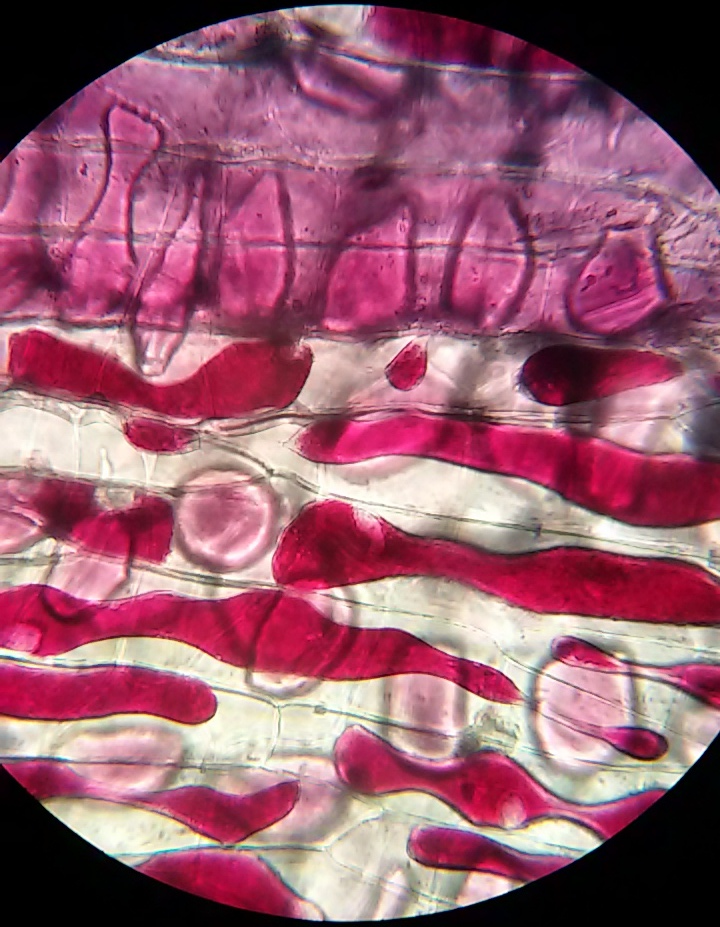
Plasmolisi vista al microscopio con cellule di Allium cepa

Ciò generalmente causa prima la perdita di  turgore, dovuta alla perdita d'acqua dei vacuoli, e poi la morte della cellula, che avviene solo conseguentemente ad uno stress dato dall'alternanza dei processi di plasmo-/deplasmolisi. 

La cellula è morta quando non riassorbe l'acqua con cui è stata bagnata e mantiene una forma raggrinzita. Nelle cellule di cipolla rossa di Tropea (Allium cepa), il fenomeno è ben visibile poiché il colore violaceo caratteristico permette di notare più facilmente il distacco della membrana plasmatica (parte in rosso violaceo) dalla parete cellulare (contorni neri). 

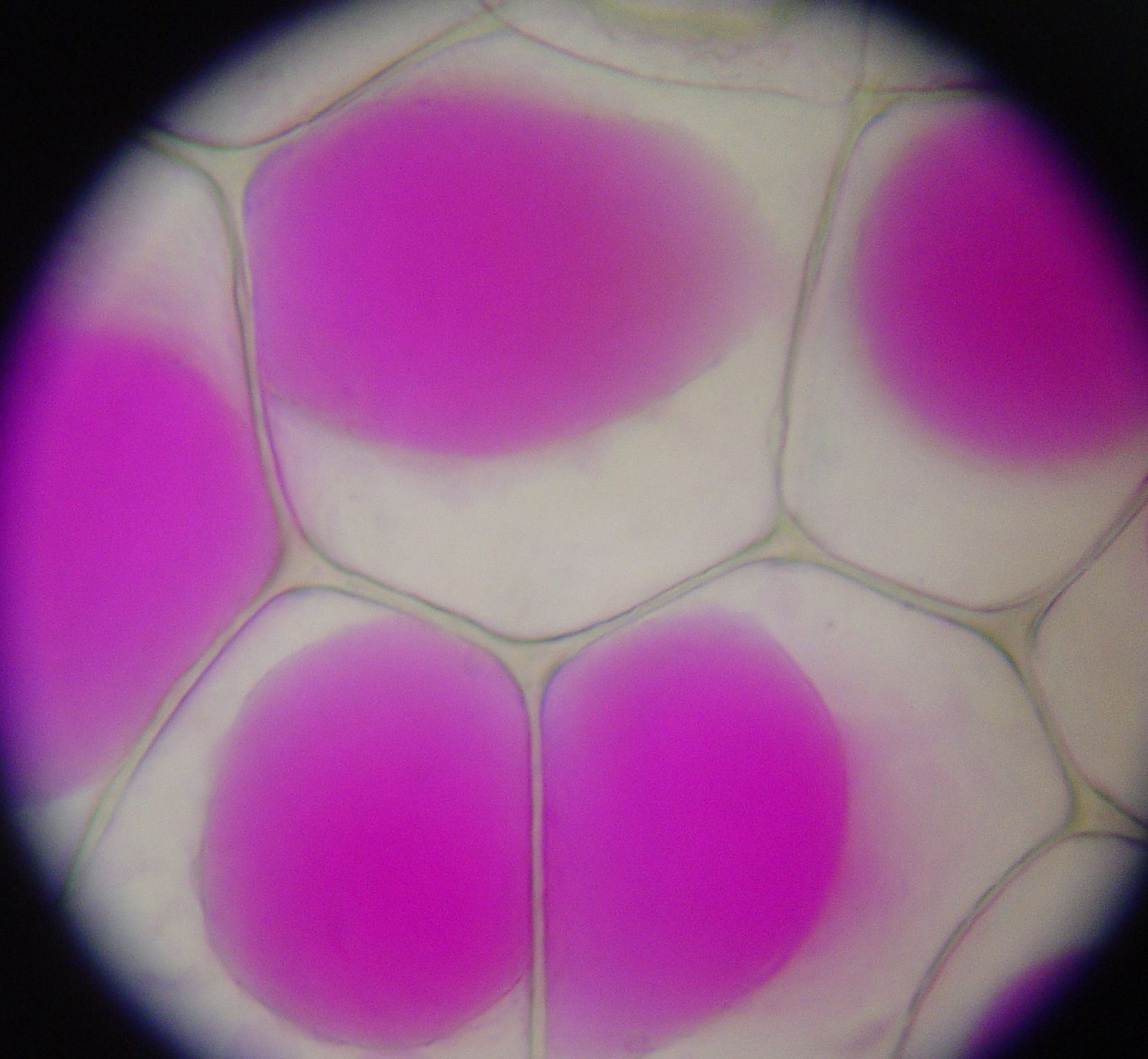
Cellule immerse in soluzione ipertonica (plasmolisi)

Il procedimento inverso (deplasmolisi), consiste nel bagnare con molta acqua(soluzione NaCl sovrassatura) le cellule vegetali, evitando così l'effetto.